# Бетбедер Матибе, Луи
Луи Бетбедер Матибе (фр. Louis Betbeder Matibet; 29 августа 1901, Орлеан — 5 мая 1986, Париж) — французский шахматист.
В составе сборной Франции участник шести Олимпиад (1927—1935) и третьей неофициальной Олимпиады (1936).
Прославился тем, что во время Олимпиады 1933 года в матче с командой Чехословакии заменил на 1-й доске чемпиона мира А. А. Алехина и сенсационно победил черными С. М. Флора.
По некоторым данным, именно Бетбедер в 1928 году применил дебютный вариант, в дальнейшем известный в советской шахматной литературе как гамбит Лисицына.
Перевёл на французский язык книгу А. Н. Кобленца «Школа шахматной игры».

## Спортивные результаты
| Год  | Город            | Соревнование                | + | −  | = | Результат | Место |
| ---- | ---------------- | --------------------------- | - | -- | - | --------- | ----- |
| 1926 | Биарриц          | 4-й чемпионат Франции       | 3 | 3  | 2 | 4 из 8    | 5—6   |
| 1927 | Лондон           | 1-я Олимпиада               | 3 | 5  | 7 | 6½ из 15  |       |
| 1928 | Гаага            | 2-я Олимпиада               | 3 | 10 | 3 | 4½ из 16  |       |
|      | Марсель          | 6-й чемпионат Франции       | 5 | 2  | 1 | 5½ из 8   | 2     |
| 1929 | Сен-Клод         | 7-й чемпионат Франции       | 5 | 2  | 2 | 6 из 9    | 3—5   |
| 1930 | Гамбург          | 3-я Олимпиада               | 4 | 7  | 5 | 6½ из 16  |       |
| 1931 | Прага            | 4-я Олимпиада               | 2 | 8  | 6 | 5 из 16   |       |
| 1932 | Ла-Боль-Эскублак | 10-й чемпионат Франции      | 4 | 2  | 7 | 7½ из 13  | 4—7   |
| 1933 | Фолкстон         | 5-я Олимпиада               | 6 | 2  | 4 | 8 из 12   | 2     |
| 1935 | Варшава          | 6-я Олимпиада               | 5 | 9  | 3 | 6½ из 17  |       |
| 1936 | Мюнхен           | 3-я неофициальная Олимпиада | 4 | 4  | 9 | 8½ из 17  |       |